# Jacques Cœur
Jacques Coeur (c. 1395 – 25 de novembre de 1456, Quios) fou un comerciant francès. Un dels fundadors del comerç entre França i el Llevant mediterrani. Va néixer a Bourges (França) i era fill de Pierre Coeur, un ric comerciant. Les primeres notícies sobre Jacques es donen al voltant de 1418, quan es casa amb Mace de Lodepart, filla de Lambert de Lodepart, un influent ciutadà, prebost de Bourges i antic valet de Joan de Berry. En 1429 va formar una societat comercial amb dos germans cognomenats Godard; i en 1432 va estar a Damasc, comerciant amb mercaderies des de l'orient fins a l'interior de França per la ruta de Narbona. El mateix any es va establir en Montpeller, i des d'aquí va començar les seves enormes empreses financeres amb les quals va guanyar renom com financer en l'època. En 1436 Coeur va ser cridat a Paris per Carles VII, qui li va donar un important càrrec en la Cort. Va estar a càrrec de l'encunyació de la moneda en el regne entre 1435 i 1451. En 1438 va ser posat a càrrec de l'administració personal del rei; en 1441 ell i la seva família van ser elevats a la noblesa.
En 1444 va ser nomenat per a presidir el nou Parlament en Llenguadoc, posició que va mantenir fins al dia que va caure en desgràcia. En 1445 els seus agents orientals van negociar un tractat entre el Soldà d'Egipte i els Cavallers de Rodes. En 1448 va ser un dels negociadors que va posar fi al cisma papal entre Fèlix V i Nicolau V. Sent l'home més ric i influent del regne va ser involucrat en la mort d'Agnes Sorel, la favorita del rei, per la qual cosa va ser arrestat en 1451 i condemnat a romandre a la presó indefinidament mentre la totalitat dels seus béns eren confiscats en 1453. En 1455 Jacques Coeur es va escapolir de la presó i va trobar protecció en la cort papal de Nicolau V. Morí al seu servei en 1456.